# Фортунат Бакалски
Фортунат Бакалски e последният редактор на вестник „Истина“ и последният директор на издателството „Добрият печат“, капуцин, по време на процесите срещу католическото духовенство, умира по време на следствието.

## Биография
Фортунат Бакалски e роден на 5 август 1916 година в Дуванлии. При кръщението получава името Петър-Иван. На единайсетгодишна възраст започва обучение в нисшата францисканска семинария в Южен Тирол. На 9 септември 1931 г. влиза в капуцинския новициат в Клаузен. На 6 август 1938, по време на следването по философия и богословие, полага вечни обети, а на 18 юли 1939 година получава свещеническо ръкоположение в катедралата в Пловдив.
От 1939 до 1942 година следва в Папския Източен институт в Рим и завършва с докторат. В своята дисертация той се опитва да отговори на въпросите откъде са дошли днешните католици и доколко те наистина са българи. В труд си Бакалски разглежда много подробно историята на българските павликяни, тяхното място в религиозните общности в тогавашна България и идването на Петър Солинат, който обръща павликяните към католицизма и учредява Софийската епархия.
През декември 1942 г. се завръща окончателно в България. Пристига в София, където изпълнява много задължения, свързани с живота на капуцинската общност и апостолата сред католиците в столицата. Той е катехист, настоятел на монашеския дом и енорист.
През 1947 – 1949 година е редактор на вестник „Истина“ и директор на издателството „Добрият печат“. Тази дейност приключва със засилването на репресиите на комунистическите власти срещу Католическата църква. Забранено е катехизирането на деца и младежи и дейността на ордените, разпоредено е във всеки брой на вестника да има статия в прослава на партията и новите промени на строя. В резултат на този натиск редакцията прекратява издаването на вестника.
През юли 1952 г. са арестувани голяма група католици. Обвинения са повдигнати срещу 40 души, сред които един епископ, 26 свещеници и една монахиня. Отец Фортунат е арестуван също. Откаран е в Софийския затвор, където е подложен на мъчения. Умира още по време на следствието през нощта на 1 септември 1952 година. Официалната причина за смъртта е тежко двустранно белодробно възпаление. Тялото му не е предадено на неговите близки.
Процесът за беатификация  на отец Фортунат Бакалски започва на 3 май 1985 г. с писмо от отец Йосиф Търновалийски, който събира документите, свързани с отец Фортунат. На 25 август 1998 г. към процеса са присъединени и отец Флавиан Манкин и епископ Иван Романов. От 17 ноември 1998 г. те носят титлата „Божи слуга“. На 23 октомври 2023 година в храма „Свети Архангел Михаил“ в град Раковски е проведена първата публична сесия от беатификационния им процес.